# 中御門宣秀
中御門 宣秀（なかのみかど のぶひで、文明元年8月17日（1469年9月22日） - 享禄4年7月9日（1531年8月21日））は、室町時代後期から戦国時代前期にかけての公卿。従一位権大納言。中御門宣胤の子。母は甘露寺親長の娘。妻は吉田兼倶の娘。子に宣綱・宣治・朝比奈泰能室。今川氏親の正室寿桂尼・山科言綱の正室黒木の方は妹にあたる。
3歳で叙爵、10歳で右衛門佐に任ぜられ、文明15年（1483年）に15歳で権右少弁兼蔵人に任じられる。文明18年（1486年）に左少弁、明応2年（1493年）右中弁、明応4年（1495年）に頭弁（蔵人頭兼左中弁）となった。この間、長享2年（1488年）から明応3年（1494年）まで勧学院別当にあたる南曹弁を務める。明応8年（1499年）に参議に任ぜられ、永正元年（1504年）に権中納言、永正18年（1521年）に権大納言に任ぜられる。享禄4年7月6日に従一位に叙せられるが、間もなく出家して乗円と名乗り、同月9日に63歳で死去した。
文明16年（1484年）から参議に昇進する明応8年までの間に蔵人・蔵人頭として奉じた綸旨や口宣案などを書きとめた『宣秀卿御教書案』は当時の朝廷の政務のあり方を示す史料とされている。また、日記である『宣秀日記』が一部（明応9年・永正9年・享禄4年分）が現存している。

## 系譜
- 父：中御門宣胤（1442-1525）
- 母：甘露寺朝子 - 甘露寺親長の娘
- 妻：吉田兼倶の娘
  - 長男：中御門宣綱（1511-1569）
- 生母不明の子女
  - 女子：朝比奈泰能正室
  - 男子：中御門宣治（1517-1555）
  - 女子：秦相光正室
  - 女子：葉室頼継正室